# 揚·格雷古什
揚·格雷古什（1991年1月29日—）是一位斯洛伐克足球運動員。在場上的位置是中場。曾效力於丹超球隊哥本哈根。他也代表斯洛伐克國家足球隊參賽。